# 米尔扎·伊布拉希莫夫
米尔扎·阿日达尔奥卢·伊布拉希莫夫，（俄语：Мирза́ Ажда́р оглы́ Ибраги́мов，1911年10月28日—1993年12月7日），阿塞拜疆族，苏联文学家。阿塞拜疆苏维埃社会主义共和国科学院院士。曾任阿塞拜疆苏维埃社会主义共和国人民委员会文艺部主任、教育人民部长；阿塞拜疆苏维埃社会主义共和国作家协会主席；阿塞拜疆苏维埃社会主义共和国最高苏维埃主席团主席、最高苏维埃主席；苏联亚非国家团结委员会主席等职务。

## 生平
- 1911年10月28日出生于波斯南阿塞拜疆萨拉卜省夏瓦村的一个贫农家庭。1919年随家人迁往巴库生活。七岁时父母双亡，随后在当地富农家中做长工。
- 1923年-1926年，当地小学学习。
- 1926年-1929年，巴库巴拉哈尼工厂学校学习。
- 1929年-1931年，石油工业技术学校夜校学习，获钻井工程师资格。随后在油田做工人。1930年加入联共（布）。
- 1931年-1933年，阿塞拜疆国家研究所实习生。
- 1933年10月-1935年，纳希切万苏维埃社会主义自治共和国拖拉机站政治部《祖国报》编辑。
- 1935年-1937年，列宁格勒苏联科学院东方研究所研究生院学习。
- 1937年-1941年，阿塞拜疆苏维埃社会主义共和国人民委员会文艺部主任。
- 1942年-1947年，阿塞拜疆苏维埃社会主义共和国教育人民委员会、教育部长。1945年当选阿塞拜疆苏维埃社会主义共和国科学院院士。
- 1947年-1950年，阿塞拜疆苏维埃社会主义共和国部长会议副主席。
- 1948年-1954年，阿塞拜疆苏维埃社会主义共和国作家协会主席。
- 1954年3月-1958年1月，阿塞拜疆苏维埃社会主义共和国最高苏维埃主席团主席。
- 1958年1月-1959年3月，阿塞拜疆苏维埃社会主义共和国最高苏维埃主席。
- 1959年-1965年，从事文学创作工作。
- 1965年-1976年，阿塞拜疆苏维埃社会主义共和国作家协会党组第一书记。
- 1977年-1987年4月，苏联亚非国家团结委员会主席。
- 1981年-1991年，阿塞拜疆苏维埃社会主义共和国作家协会主席。
- 1990年-1993年，阿塞拜疆科学院尼扎米文学研究所主任。
- 1993年12月17日于巴库逝世，享年82岁。葬于荣誉谷。

伊布拉希莫夫是苏共20、23-24、26-27大代表；第20-21届中央审计委员；第1-5、7-8届苏联最高苏维埃民族院代表，第10-11届苏联最高苏维埃联盟院代表，苏联人民代表大会代表，第3-4、6、9届阿塞拜疆苏维埃社会主义共和国最高苏维埃代表。

## 文学创作
米尔扎·伊布拉希莫夫的第一首诗《深根》于1930年发表在《四月的火焰》诗集中。此后，他的诗作在各种报刊杂志上发表。1932年，他参观了乌克兰-顿巴斯矿山、第聂伯罗彼得罗夫斯克工业企业，了解五年计划期间社会主义工业化的伟大成就，并写了一本散文集《在巨人的土地上》。伊布拉希莫夫创作的第一部戏剧是《生活》（1935），描写了阿塞拜疆人民致力于巩固集体农庄制度的斗争。1936年获当地文学竞赛二等奖。1938年，伊布拉希莫夫创作戏剧《马德里》，致敬西班牙人民的英勇斗争。
苏德战争期间，伊布拉希莫夫深入工厂、农村和部队，创作了许多脍炙人口的作品，表达了他对苏联取得反法西斯战争胜利的坚定信念。1941年，他随苏军前往伊朗南阿塞拜疆，担任《瓦坦尤尔达》报主编。他致力于描写南阿塞拜疆劳动人民反对伊朗专制主义的生活和斗争。1942年，他前往远东，哈巴罗夫斯克、符拉迪沃斯托克等地，参加与416师战士的会面。1942年戏剧《爱情》描写了苏联人民在后方无私工作的场景。
1948年他在《Ingilab ve Medeniet》杂志上发表了他最重要的散文作品，即小说《总有一天》，描绘了阿塞拜疆工人和农民为争取民族独立和民主化的伟大斗争。他还是关于战后集体农场村庄生活的小说《拥护》（1957）和《新时代》（1971）的作者。
除文学创作外，伊布拉希莫夫也是翻译家。他将莎士比亚的《李尔王》和《第十二夜》；莫里哀的《唐璜》；亚历山大·尼古拉耶维奇·奥斯特洛夫斯基的喜剧《来得容易去得快》、《智者千虑必有一失》；契诃夫的《三姐妹》；车尔尼雪夫斯基的《怎么办》等作品翻译成阿塞拜疆语。
1977年以来，作为苏联亚非国家团结委员会主席，伊布拉希莫夫多次率团访问美国（纽约）、英国（伦敦）、法国（巴黎）、葡萄牙（里斯本）、埃及（开罗、亚历山大）、塞浦路斯（尼科西亚）、叙利亚（大马士革）、赞比亚（卢萨卡）等国，并担任国际代表大会的苏联代表团团长。在他的领导下，该委员会在阿富汗、越南、马里等国举办活动，旨在争取永久的和平。1978年，他在他在联合国反种族隔离委员会会议上发表演讲。

## 荣誉
- 1948年小说《总有一天》获1951年斯大林奖二等奖
- 社会主义劳动英雄称号（1981）
- 三次列宁勋章（1946,1967,1981）
- 十月革命勋章（1971）
- 劳动红旗勋章（1938）
- 1941-1945年伟大卫国战争中忘我劳动奖章
- 纪念列宁诞辰一百周年奖章
- 阿塞拜疆苏维埃社会主义共和国荣誉艺术家称号（1943）
- 阿塞拜疆苏维埃社会主义共和国人民作家称号（1961）
- 喜剧《农家姑娘》获1965年阿塞拜疆苏维埃社会主义共和国米尔扎·法塔利·阿洪多夫国家奖[2]